# Багиров, Октай Алисатарович
Октай Алисатарович Багиров (азерб. Oqtay Əlisəttar oğlu Bağırov; род. 1941, Баку) — советский азербайджанский машиностроитель, лауреат Государственной премии Азербайджанской ССР (1988). Депутат Верховного Совета СССР 9-го, 10-го и 11-го созывов (1974—1989). Член бюро ЦК КП Азербайджана (1981—1990).

## Биография
Родился в 1941 году в городе Баку, столице Азербайджанской ССР.
В 1980-х годах окончил Бакинскую высшую партийную школу при ЦК КП Азербайджана.
С 1958 года — киномеханик, в 1960—1963 годах служил в Советской Армии. С 1963 года — зубофрезеровщик, с 1970 года — бригадир фрезеровщиков механосборочного цеха № 1 Кишлинского машиностроительного завода, расположенного в городе Баку.
Достиг высоких результатов при выполнении планов восьмой (1966—1970), девятой (1971—1975), десятой (1976—1980), одиннадцатой (1981—1985) и двенадцатой (1986—1990) пятилеток. Выполнял за смену план на 150 процентов, первым на предприятии освоил работу на 5 зубофрезерных станках-полуавтоматах, несмотря на норму в три машины, а к 1976 году уже работал на шести станках сразу. Выступил с почином многостаночной работы на заводе, выполнения двух пятилетних планов за одну пятилетку. Начиная с 1970 года регулярно показывал высокий уровень производительности труда — так Багиров план только января 1970 года выполнил на 183 процента. С началом девятой пятилетки, первым из станочников взяв обязательство окончить личную пятилетку за 3 года, успешно выполнил его: с октября 1971 года работал в счет 1972 года, к февралю 1974 года выполнял задания 1976 года, а к февралю 1976 года — задания 1981-го. По итогам девятой пятилетки выполнил два пятилетних плана. О выполнении плана десятой пятилетки Багиров рапортовал в июне 1978 года, к концу десятой пятилетки выполнил два пятилетних плана, два плана выполнил и к концу одиннадцатой пятилетки. За улучшение качества производимой продукции, рационального использования техники и сырья в 1988 году удостоен Государственной премии Азербайджанской ССР. 
Активно участвовал в общественно-политической жизни республики и Советского Союза. Состоял в КПСС с 1963 года, выдвинут делегатом на XXV (1976) и XXVII (1986) съезды КПСС, XIX Всесоюзную партийную конференцию (1988), ряда съездов Компартии Азербайджана. На XXX и XXXI съездах избран членом бюро ЦК Компартии Азербайджана. Избирался депутатом местных советов, депутатом Совета Национальностей Верховного Совета СССР 9-го, 10-го и 11-го созывов от Бакинского—Наримановского избирательного округа Азербайджанской ССР № 197. Баллотировался в народные депутаты СССР от этого же округа, проиграл в избирательной гонке Фирудину Рзаеву.